# クライシュ (ヤルカンド・ハン国)
クライシュ（Quraysh、生年不詳 - 1618年）は、ヤルカンド・ハン国の第6代君主。

## 生涯
ユーヌス・スルタン（ムハンマドの弟）の子で、アブドゥッラシード・ハン1世の孫、カシュガルで従兄のシュジャーウッディーン・アフマドに反乱を起こしたサラーフッディーンの弟にあたる。シュジャーウッディーン・アフマドが狩猟中に、反対派であったタジク族のハーキムであったムハンマド・カーシムとイシカガ・アブル・マーニーに暗殺されると、クライシュが両者によって擁立された。
シュジャーウッディーン・アフマドの死と、都ヤルカンドにおけるクライシュの即位宣言をカシュガルで聞いたアブドゥッラティーフ（シュジャーウッディーン・アフマドの子）はクライシュを簒奪者と見なしてすぐにヤルカンドへの進軍を開始し、迎撃したクライシュはラバッチ地域でアブドゥッラティーフの軍に敗北を喫した。マフムード・イブン・ワーリーによると、クライシュが在位していたのはわずか9日間であったとされる。
敗北後のクライシュはその兄弟と共にアブドゥッラティーフの手の者によって殺害された。